# David Watkins (designer)
David Watkins, né en 1940 à Wolverhampton, est un artiste britannique connu notamment pour avoir conçu les médailles pour les Jeux olympiques d'été de 2012.

## Biographie
Après une formation dans la sculpture au cours de laquelle il est diplômé de l'Université de Reading (section Beaux-arts 1963), il commence sa carrière comme musicien professionnel (piano jazz) puis dans les années 1970 comme créateur de bijoux studio. Il a notamment conçu un modèle de vaisseau spatial pour 2001, l'Odyssée de l'espace.
Il a depuis eu une reconnaissance internationale pour ses travaux dans les arts décoratifs, utilisant une large gamme de matériaux et de technologies innovantes.

## Médailles pour les Jeux olympiques d'été de 2012
Il a été choisi pour concevoir le design des médailles pour les Jeux olympiques d'été de 2012 tandis que celui des Jeux paralympiques d'été de 2012 a été confié à l'artiste joailler Lin Cheung. Les 4 700 médailles sont fondues dans le Royal Mint à Llantrisant, entreposées dans la Tour de Londres, avant d'être passées au cou des sportifs lors des 302 cérémonies de remise des médailles des Jeux.
Selon le site officiel de Londres 2012 :
- Les médailles ont un diamètre de 85 mm (ce sont les plus grandes depuis la création des JO en 1896[5]), une épaisseur de 7 mm et pèsent entre 375 g et 400 g
- L’avers montre l'illustration caractéristique des Jeux d’été : « la déesse grecque de la victoire, Niké, sortant du Parthénon et arrivant à la ville hôte »
- Le revers comporte cinq éléments symboliques : 
  - L’arrière-plan recourbé rappelle la forme d’un amphithéâtre
  - L’emblème central est une métaphore de la ville moderne qui ressemble à un bijou.
  - Le treillage évoque à la fois le rassemblement et la communication
  - La Tamise à l'arrière-plan du logo 2012 est un symbole de Londres, tout en suggérant un « ruban baroque filant dans le vent »
  - Le carré, motif final du design, confère un équilibre à la forme générale arrondie.

- Médaille d'or : 92,5 % d'argent, 6,16 % de cuivre et seulement 1.34 % d'or (6 g d'or minimum plaqué sur la rondelle[6], qui représente la moitié — à savoir 250 € — de la valeur de la matière première, la médaille d'or coûtant au total 700 €). Une médaille en or massif aurait coûté trop cher[7] mais à cause de son poids et de l'envolée des cours de l'or et de l'argent, elle est la plus chère de tous les JO d'été[3]
- Médaille d'argent : 92,5 % d'argent et du cuivre (la médaille d'or coûtant moins de 380 €[7])
- Médaille de bronze : 97 % de cuivre, 2,5 % de zinc et 0,5 % d'étain